# Le Rôle de ma vie
Cet article possède des paronymes, voir Le Rôle de sa vie et Wish I Was Here.
Pour plus de détails, voir Fiche technique et Distribution.
Le Rôle de ma vie (Wish I Was Here) est une comédie dramatique américaine réalisée par Zach Braff, sortie en 2014.

## Synopsis
À Hollywood, un acteur, Aidan Bloom, cherche désespérément un rôle. Mais à la suite de la maladie de son père (qui paie l'école privée des enfants d'Aidan) et à ses problèmes financiers, Aidan préfère éduquer ses enfants à la maison plutôt que de les envoyer à l'école publique. Aidan essaye aussi de réconcilier son père et son frère, qui ne se sont plus parlé depuis longtemps.

## Fiche technique
- Titre original : Wish I Was Here
- Titre français : Le Rôle de ma vie
- Titre québécois :
- Réalisation : Zach Braff
- Scénario : Adam J. Braff et Zach Braff
- Direction artistique : Tony Fanning
- Décors :
- Costumes : Betsy Heimann
- Montage : Myron I. Kerstein
- Musique : Rob Simonsen
- Photographie : Lawrence Sher
- Son : Dan Edelstein
- Production : Matthew Andrews, Adam J. Braff, Zach Braff, Michael Shamberg et Stacey Sher
- Sociétés de production : Worldview Entertainment et Double Feature Films
- Sociétés de distribution :  : Focus Features
- Budget : 6 millions de dollars
- Pays d’origine :  États-Unis
- Langue originale : anglais
- Format : couleur - 2,35:1 - son Dolby numérique
- Genre : Comédie dramatique
- Durée : 120 minutes
- Dates de sortie : 
  -  États-Unis : 18 janvier 2014 (festival du film de Sundance 2014)
  -  États-Unis : 18 juillet 2014
  -  France : 13 août 2014

## Distribution
- Zach Braff (VF : Laurent Natrella) : Aidan Bloom
- Kate Hudson (VF : Marie Donnio) : Sarah Bloom
- Mandy Patinkin (VF : Patrick Bonnel) : Gabe Bloom
- Joey King (VF : Malka Mitz) : Grace Bloom
- Pierce Gagnon (VF : Eythan Solomon) : Tucker Bloom
- Josh Gad (VF : Xavier Fagnon) : Noah Bloom
- Ashley Greene : Janine
- Donald Faison (VF : Lucien Jean-Baptiste) : le concessionnaire automobile
- Alexander Chaplin (VF : Emmanuel Lemire) : Rabbi Rosenberg
- Jim Parsons : Paul

Source et légende : Version française (VF) sur le site d'Alter Ego

## Production
Le 24 avril 2013, le réalisateur Zach Braff lance sur le site internet Kickstarter une campagne de Crowdfunding pour lever 2 millions de dollars de fond pour permettre la réalisation de son film. La campagne est un succès puisque les deux millions de dollars sont atteints en cinq jours. Le 24 mai, la campagne est clôturée par Zach Braff, alors que celle-ci a atteint 3 105 473 $, avec 46 520 participants.

### Bande originale
1. So Now What, interprété par The Shins
2. Broke Window, interprété par Gary Jules
3. The Mute, interprété par Radical Face
4. Cherry Wine, interprété par Hozier en live
5. Holocene, interprété par Bon Iver
6. The Shining, interprété par Badly Drawn Boy
7. Mexico, interprété par Jump Little Children
8. Wish I Was Here, interprété par Cat Power et Coldplay
9. Wait It Out, interprété par Allie Moss
10. The Obvious Child, interprété par Paul Simon
11. Breathe In, interprété par Japanese Wallpaper avec Wafia
12. Heavenly Father, interprété par Bon Iver
13. Raven's Song, interprété par Aaron Embry
14. Mend, interprété par The Weepies
15. No One to Let You Down, interprété par The Head and the Heart

The Shins, Coldplay et Bon Iver ont chacun écrit une chanson inédite pour le film après l'avoir visionné.

## Accueil
Le Rôle de ma vie reçoit en majorité des critiques positives. Présenté au Festival de Sundance en 2014 hors compétition, le film a reçu des critiques prometteuses sur le second projet de Zach Braff en tant que réalisateur. En effet, sur le portail de l'Internet Movie Database, le film a une note moyenne de 7,2⁄10. 
Dès sa sortie en salles, Le Rôle de ma vie a rencontré un accueil mitigé des critiques professionnels, 40 % des 88 commentaires collectés par le site Rotten Tomatoes sont favorables, pour une moyenne de 5,2⁄10, tandis qu'il obtient un score de 43⁄100 sur le site Metacritic.

## Distinctions

### Sélections
- Festival du film de Sundance 2014 : sélection « Premieres »
- Festival du film de Sydney 2014

### Nominations
- Gotham Awards 2014 : meilleur espoir pour Joey King